# Шлейка

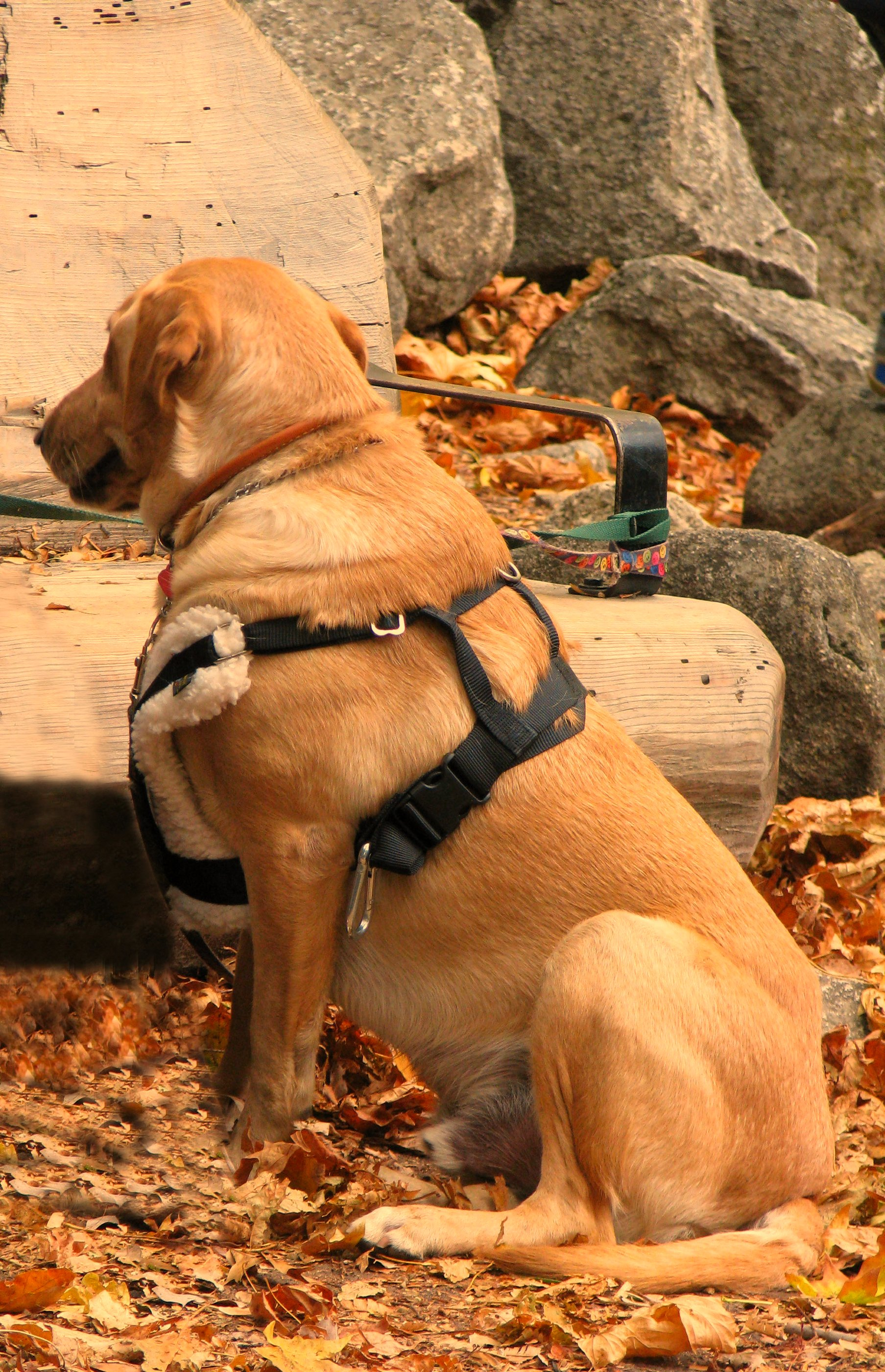
Шлейка

Шле́йка — конная, оленья и собачья лямка (шлея), часть упряжи, специальная часть собачьей экипировки, альтернатива ошейнику. 
Шлейка состоит из кожаных или тканых (из растительных или синтетических волокон) ремней, охватывающих грудь и часть спины собаки. Точка крепления поводка приходится не на шею, а на холку или круп, благодаря чему собаке свободней дышать и легче двигаться. Позволяет более чётко контролировать собаку, развивать силу, выносливость и служебные качества. В таких видах спорта, как мушинг и скиджоринг, где используется тягловая сила собаки, шлейка обеспечивает эффективное применение силы при сохранении свободы движений. Слово шлейка образовано как уменьшительное к существительному шлея, являющейся частью сбруи лошадей.
Шлейки рассчитаны на разные специализации собак и потому существуют различные конструкции шлеек в зависимости от типа их применения. Очень важно, чтобы собачья шлейка была идеально подогнана по размеру, а также была рассчитана на темперамент и физическую силу собаки, учитывала её породу.

## История
Упряжь использовалась на протяжении тысячелетий для переноски веса или буксировки небольших повозок или саней (нарт). Археологические данные показывают, что люди разводили собак для тяги саней ещё 10 000 лет назад. Артефакты, в том числе кольца и детали, соединяющие шлейки с санями, были найдены на самых северных участках материков и на арктических островах. Шлея или лямка, употребляемая в Сибири при упряжи собак — Алик или Алак.
Служебные и спасательные собаки носили шлейки и в Первую, и во Вторую мировые войны.

## Прогулочная шлейка
Основное назначение прогулочной шлейки — служить основой для прикрепления поводка. Считается, что она более удобна для прогулок с собакой, не травмирует шею, так как собака избавлена от рывков поводком за ошейник. Такие шлейки незаменимы для собак с толстыми шеями (мопсы, некоторые породы бульдогов). Точка крепления поводка — холка или середина спины собаки.
Обычная прогулочная шлейка, надевающаяся на грудь собаки, позволяет избегать какого-либо давления поводка на шею питомца, когда тот устремляется вперед. Она не сдавливает ни шею, ни грудную клетку, поэтому не мешает собаке дышать и не провоцирует кашель.

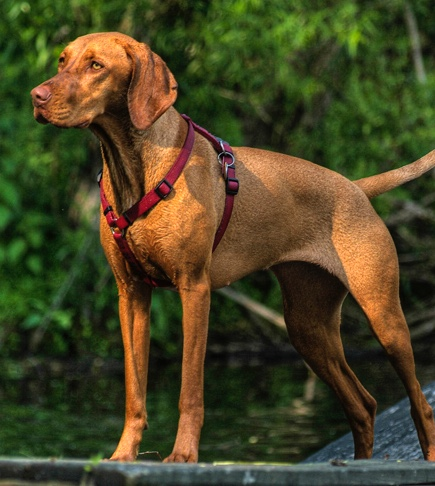
Прогулочная шлейка на собаке породы выжла

В отличие от ездовых шлеек, которые устроены так, что рефлекс «сопротивления» заставляет собаку рваться вперед (именно из-за этого рефлекса ездовые собаки тянут сани против давления), правильные прогулочные шлейки меняют направление приложения давления.
Следует учитывать, что невоспитанной собакой в шлейке гораздо сложнее управлять, так как у неё появляется возможность для манёвров (горло не сдавливает ошейник), она может начать сильнее тянуть, а большую собаку будет сложнее удержать от прыжка на незнакомца.
Прогулочные шлейки удобны и для маленьких собак, которые привыкли хватать и грызть поводок. Шлейки для средних и крупных собак могут быть снабжены ручкой для удержания.
Владельцы часто выбирают шлейки, желая украсить своих питомцев. Встречаются шлейки и с дополнительными грузами. Такие шлейки позволяют постепенно развивать выносливость собаки, помогают в реабилитации после переломов. Дополнительные грузы делаются съёмными, что позволит подобрать нужный вес.

## Ездовая шлейка
Ездовая шлейка изобретена североамериканскими индейцами более 400 лет назад. Часто данный тип шлейки называют Алык (Алак).
Распространенный по всему Северу простой и в то же время очень удобный тип шлейки делался из сыромятной кожи, хорошо выделанной нерпичьей кожи, юфти или нитяной фитильной ленты шириной 4—4,5 сантиметра. Ездовая шлейка предназначена для работы с небольшим весом на большие расстояния.

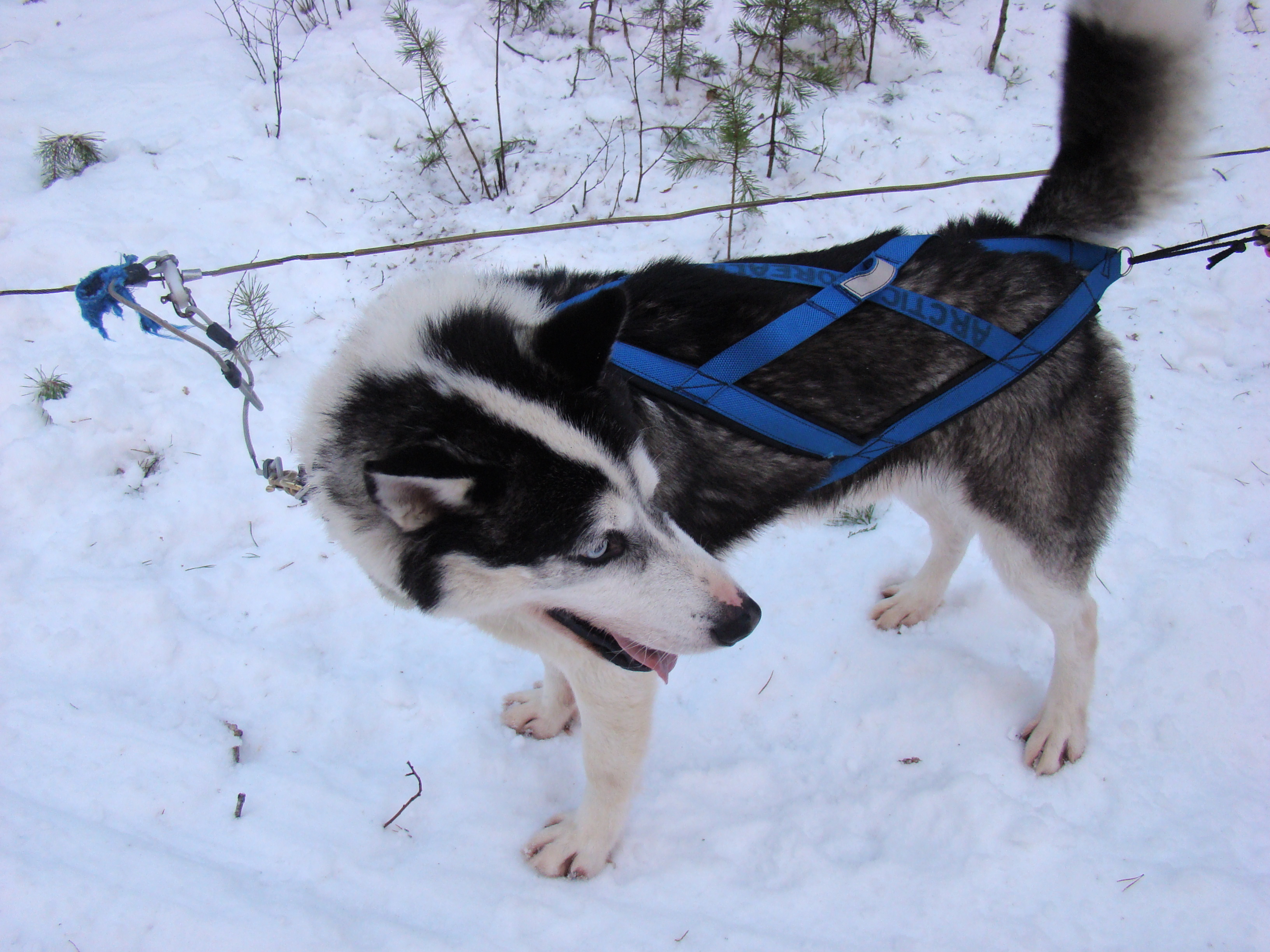
Сибирский хаски в ездовой шлейке

В настоящее время в гонках, а также во всех разновидностях ездового спорта, использующего тягловую силу собак, данная конструкция шлейки имеет самое широкое распространение. Точка крепления поводка (потяга) — круп собаки.
Ездовые шлейки сегодня изготавливаются из синтетических материалов, которые, в отличие от кожи не растягиваются, не разбухают при намокании и не теряют эластичности при высыхании. Синтетические ткани не грызут собаки, ремни могут быть любой длины и толщины. В тех местах, где алык оказывает максимальное давление на корпус собаки, его подшивают мягким материалом.
Исследования биологов Национального университета Аляски (Фейрбенкс, США) показали, что при работе собаки в такой шлейке грудная клетка получает примерно 62 % нагрузки, остальные 38 % равномерно распределяются по корпусу. Таким образом, нагрузка на переднюю часть тела значительно превосходит нагрузку на остальную часть. Это может быть использовано для коррекции фигуры собак, в частности, для выработки так называемой высокопередости, что очень ценится у некоторых пород. При соблюдении известных предосторожностей, шлейка для скиджоринга очень полезна при выращивании щенков начиная с 2-х месяцев, так как она стимулирует развитие скелета, правильный постав конечностей и оптимальные углы между ними.

## Пуллинговые (грузовые) шлейки

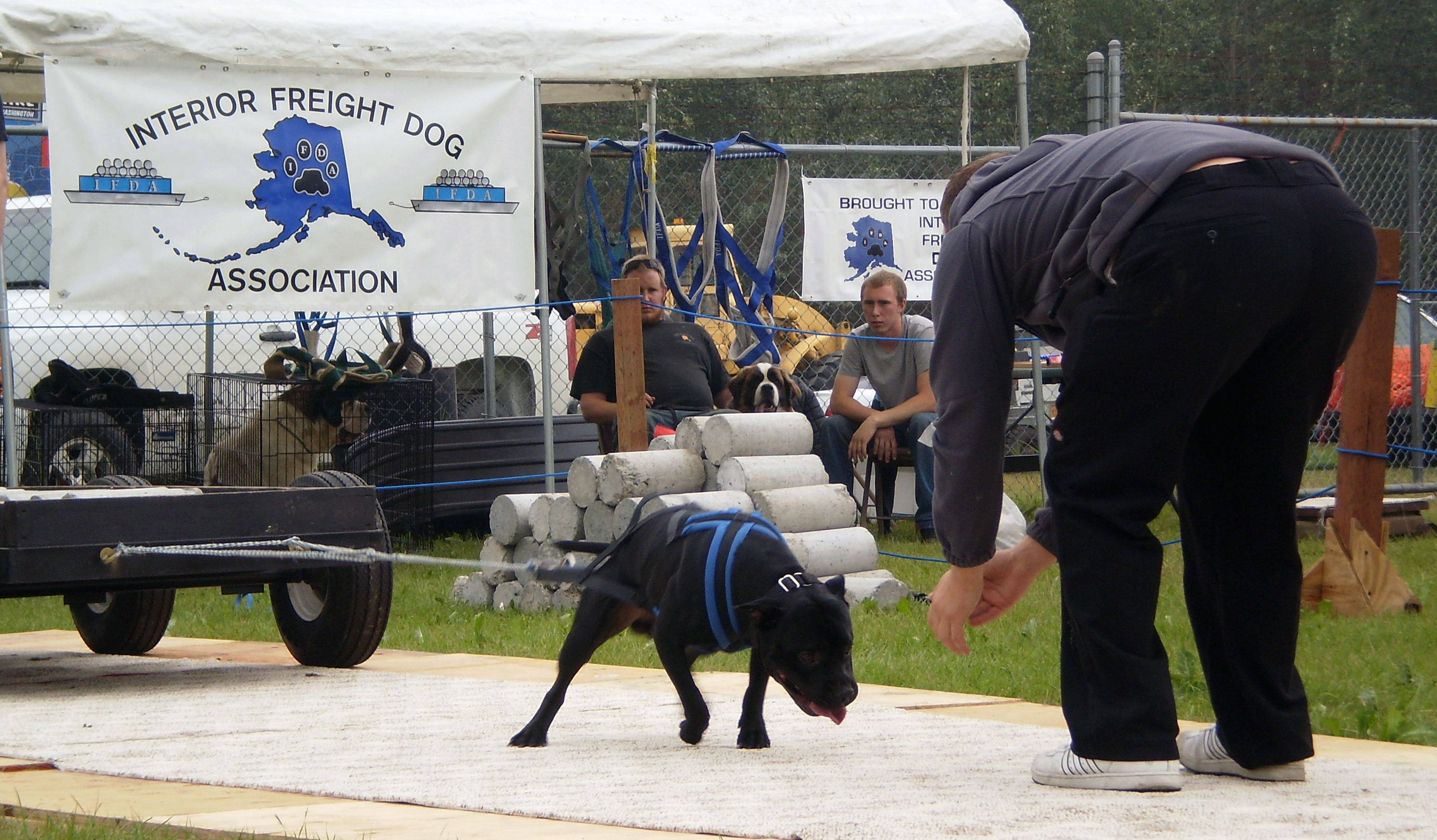
Вейтпуллинг

Грузовая шлейка служит для работы с большими грузами (шлейка для вейтпуллинга). В отличие от ездовой шлейки, при работе с которой собака тянет небольшой груз на большое расстояние, шлейка для вейтпуллинга предназначена для работы с весом, превышающим собственный вес собаки. Эта шлейка приспособлена именно для работы собак-тяжелоатлетов. Задача собаки — сдвинуть груз, во много раз превышающий её собственный (на телеге или волоком) и протащить его небольшое расстояние (на соревнованиях 4.8 — 6 м). Отсюда и особенности конструкции. Она представляет собой длинную шлейку с распоркой, которая снимает нагрузку со спины собаки, переводя её на широкие мышцы груди и плеч. Точка крепления тягового повода — сзади собаки и ниже хвоста.
Пуллинговая шлейка может быть использована для дальнейшего развития грудной клетки и формирования рельефной мускулатуры. Применяется для выработки у собаки классической выставочной стойки и подходит для укрепления общего здоровья собаки, если использовать её для перемещения небольших грузов (например покрышек) регулярно на прогулках.

## Шлейки собак-поводырей

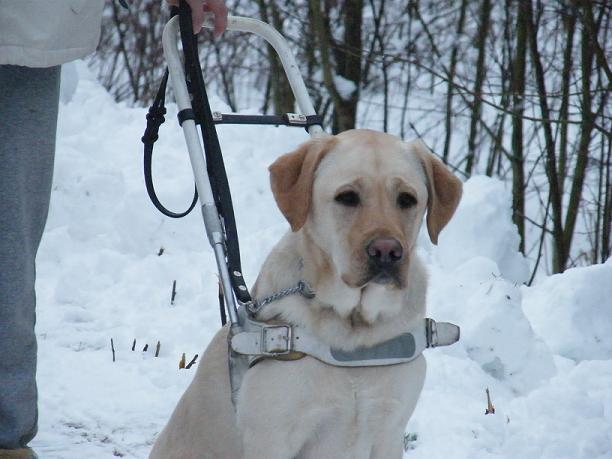
Экипировка для собаки-поводыря

Данная шлейка относится к типу специальных прогулочных шлеек. Отличие в том, что у собак-поводырей к ней крепится специальная жесткая дуга, с помощью которой человек управляет собакой. Конструкция учитывает особенности работы в постоянном контакте с человеком.
Шлейка, как правило, сшита из прочной многослойной кожи, с надёжными пряжками и удобными широкими ремешками. Может использоваться вместе с ошейником.

## Некоторые другие виды шлеек

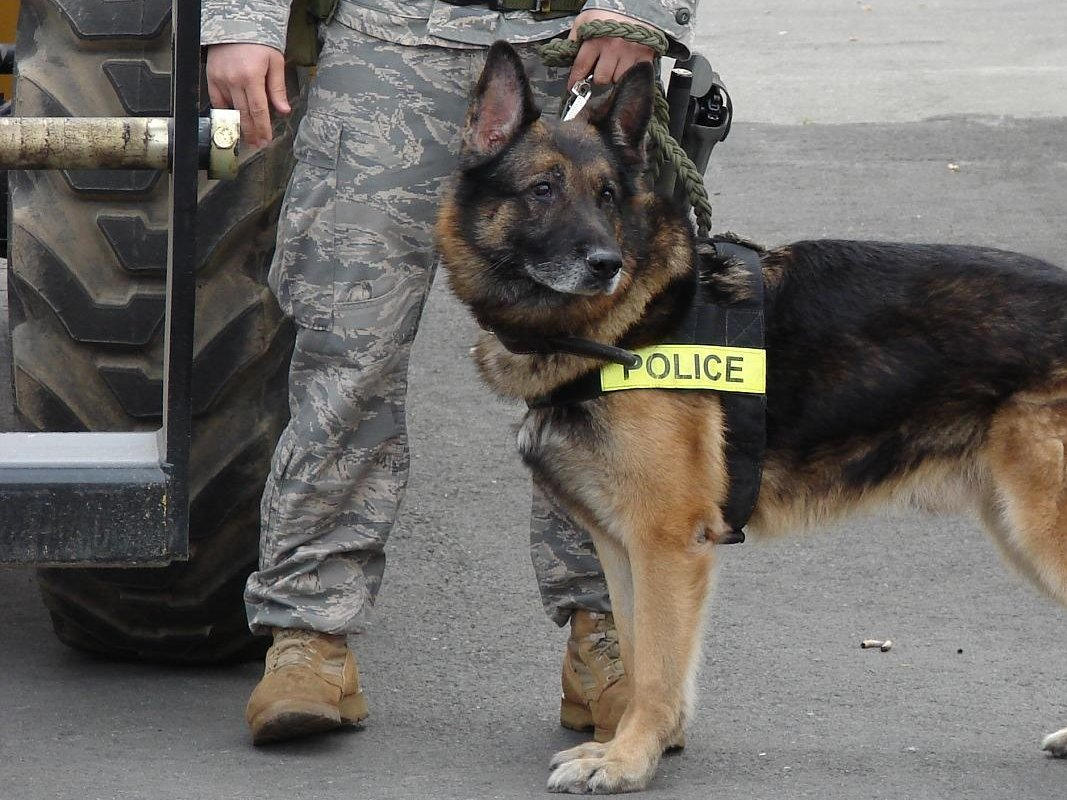
Шлейка на служебно-розыскной собаке

### Караульная шлейка
Применяется для привязи собаки на блокпосту. К караульной шлейке предъявляются самые строгие требования по прочности. Она изготавливается из двух или трёх слоев кожи с брезентом.
Конструкции крепления ремней могут несколько различаться, но главное, что собака не может выскочить из такой шлейки. Все ремни прошиты, кольца только сварные, так как шлейка должна выдерживать очень сильную нагрузку. Кольцо для привязи крепится на спине, примерно на уровне лопаток.
Обязательна тщательная подгонка, поскольку слишком тесная шлейка затрудняет дыхание и движение- пряжки при рывке лопнут. Из слишком свободной шлейки собака научится выворачиваться.

### Для следовой работы
Облегченная версия караульной шлейки. Так как розыскная собака идёт на поводке и интересуется только следом, то проблемы с её удержанием нет. Собака не пытается вырваться из шлейки и можно использовать более свободную экипировку, чтобы не затруднять дыхание собаки.

### Для щенков
Для щенков разрешено использовать шлейку, в разрез с распространенным мнением о том, что данные изделия можно надевать лишь после 6 — 8 месяцев, чтобы в процессе формирования тела не вывернулись локти. Главное чтобы щенячья шлейка была только анатомической конструкции, не стесняющей движений. Общие рекомендации к щенячьей шлее - легкие материалы и подгонка по размеру. Также есть мнение, что ношение шлейки позволяет лучше развивать грудную клетку щенков.

### Шлейка-жилетка
Обычно используются для миниатюрных пород или средних гладко-шерстных для дополнительного утепления собаки во время прогулки. В качестве утеплителя применяют простежку синтепоном или мехом.

### Медицинские шлейки
Применяют для выгула травмированных или частично парализованных животных. В основном выполнены в виде жилетов или других конструкций, поддерживающих корпус, задние или передние лапы, чтобы помогать собаке снизить вес при передвижении.